# غراند سلام (قنبلة)
غراند سلام (بالإنجليزية: Grand Slam (bomb))‏ كانت قنبلة زلزالية بزنة 10000 كغ (22000 رطل)استخدمت من قبل قيادة قاذفة قنابل في سلاح الجو الملكي البريطاني ضد الأهداف الاستراتيجية خلال الحرب العالمية الثانية. القنبلة غير نووية ولكنها كانت أقوى قنبلة استخدمت في الحرب.
عرفت رسميا باسم، قنبلة متوسطة القدرة 22,000 رطل، كانت نسخة مكبرة من قنبلة تولبوي.

## التطوير والإنشاء
في شهر يوليو عام 1943، بدأ العمل على نسخة أكبر من قنبلة تولبوي، والتي أصبحت غراند سلام فيما بعد.
أطلقت أول قنبلة من الطائرة أفرو لانكاستر وتصل سرعتها تقريباً إلى 320م/ثا (1049قدم/ثا)أو 750 متر بالساعة (1150كلم/سا)، عندما تصطدم بالهدف تخترق مسافة عميقة تحت الأرض قبل أن تنفجر وهذه الميزة تسمح باختراق الأسطح بعكس تولبوي فغراند سلام صممت بالأصل لاختراق الأهداف والأبنية المحصنة بفعالية أكبر من أي قنبلة موجودة في ذلك الوقت.
اختبرت أول قنبلة غراند سلام في نيو فوريست، في 13مارس عام1945.

## عمليات غراند سلام

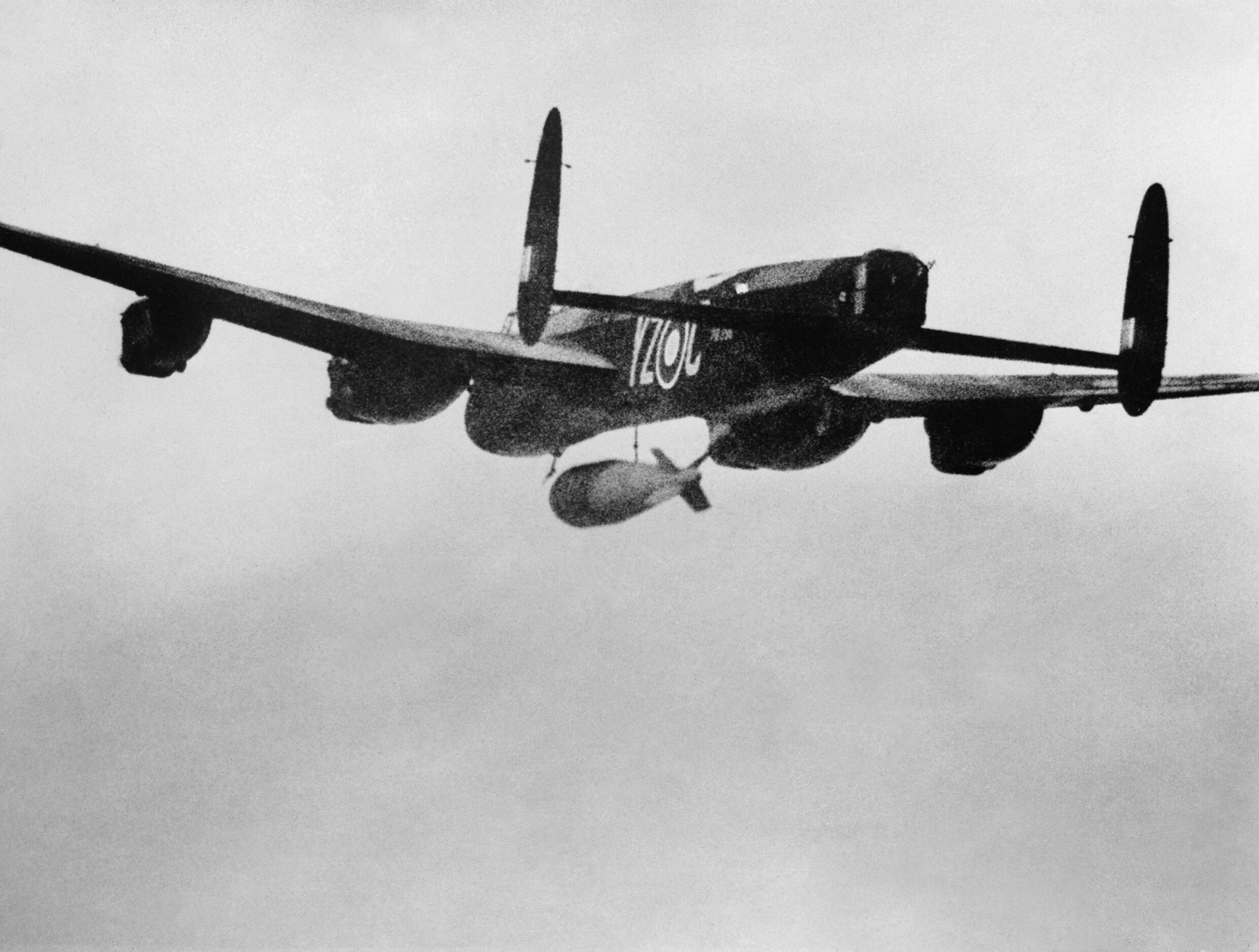
أفرو لانكاستر ترمي قنبلة غراند سلام على جسر في آرنسبرغ مارس عام 1945.

أسقطت حوالي 45 قنبلة على عدد من المراكز الحيوية بنهاية الحرب:
- في بيلفلد 14مارس عام1945[4]
- في آرنسبرغ15مارس عام1945
- في نينبورغ22مارس عام1945

## المعارض
عرضت غراند سلام في عدد من المعارض والمتاحف منها متحف القوات الجوية البريطانية في لندن، متحف بروكلاندز، متحف لويسموس للقوات الجوية البريطانية، متحف دامفرايز للطيران في اسكتلندا كما عرضت كأجزاء منها في متحف يوركشاير الجوي.
قنبلة تي-14 (هي النسخة الأمريكية-الصنع من غراند سلام) تعرض في متحف القوات الحربية الجوية في الولايات المتحدة الأمريكية.